# Cizanye (vattendrag i Ngozi)
Cizanye är ett vattendrag i Burundi, ett biflöde till Rurubufloden. Det nedre loppet ingår i gränsen mot Tanzania.